# Tenisový loket
Tenisový loket (Laterální epikondylitida) je zánět zevního epikondylu pažní kosti projevující se silnou bolestivostí na zevní straně lokte. Vyskytuje se asi u 3 % populace a sice shodně u mužů i u žen.

## Příznaky
Zánět se projevuje v místě úponu dlouhých rotátorů ke kosti a bolest se projevuje na vnější straně lokte. Zvyšuje se při zvedání břemen a v pozdějším stádiu se může projevit i při zvedání drobných předmětů, např. hrnku. V klidu se bolest ztrácí a při námaze se opět navrací. Může docházet i k vypadávání předmětů z ruky a ztrácení svalové síly. Může se také objevit otok, zarudnutí nebo zvýšená teplota v místě zánětu.

## Příčiny
Způsoben je nadměrným přetěžováním horní končetiny flekčně-rotačními pohyby předloktí, ale i vlivem dlouhého intenčního napětí v ruce, jako je klikání myší aj.

## Výskyt
Nejčastěji se objevuje u sportovců (zejména tenistů), těžce manuálně pracujících lidí, ale také u lidí aktivně píšících na stroji či na počítači.

## Terapie
Tenisový loket je dobře přístupný fyzioterapeutickým technikám jako postizometrická relaxace a masáž. Důležitá je též ergonomie práce a prokládání činnosti přestávkami.